# Carl Fredrik Gejling
Carl Fredrik Gejling, född 15 januari 1833 i Stockholm, död 6 november 1896 i Göteborg, var en svensk dekorationsmålare och konstnär.
Han var son till betjänten Anders Gejling och Sophia Blom. Gejling studerade vid Konstakademien i Stockholm 1846-1854 och i Wien. Hans konst består företrädesvis av stilleben, teckningar och dekorationsmåleri.  